# حفل توزيع جوائز الأوسكار الثاني والخمسون
حفل توزيع جوائز الأوسكار الثاني والخمسون (بالإنجليزية: 52nd Academy Awards)‏ هو حدث نظمته أكاديمية فنون وعلوم الصور المتحركة لتكريم أفضل الأفلام لسنة 1979. أقيم الحفل بتاريخ 14 أبريل، 1980 في جناح دوروثي تشاندلر، لوس أنجلوس. قامت شبكة هيئة الإذاعة الأمريكية ببثّ الحفل، وقدّمه جوني كارسون. في هذه الدورة، فاز فيلم كرامر ضد كرامر بجائزة أفضل فيلم، وحاز الممثّل داستين هوفمان على جائزة أفضل ممثّل، ونالت الممثلة سالي فيلد جائزة أفضل ممثّلةٍ، وكانت جائزة الأوسكار لأفضل مخرج من نصيب المخرج روبرت بينتون.
أكثر الأفلام ترشيحاً للحصول على جوائز كان فيلم كل هذا الجاز وكرامر ضد كرامر حيث تلقّى 9 ترشيحات، بينما أكثرها فوزاً كان فيلم كرامر ضد كرامر حيث فاز بـ 5 جوائز.

## الجوائز
- جائزة أفضل فيلم:

كرامر ضد كرامر
- جائزة أفضل مخرج:

روبرت بينتون
- جائزة أفضل ممثّل:

داستين هوفمان
- جائزة أفضل ممثّلة:

سالي فيلد
- جائزة أفضل ممثّل مساعد:

ميلفين دوغلاس
- جائزة أفضل ممثّلة مساعدة:

ميريل ستريب
- جائزة أفضل سيناريو مقتبس:

كرامر ضد كرامر
- جائزة أفضل موسيقى تصويريّة:

كل هذا الجاز وقصة حب قصيرة
- جائزة أفضل تأثيرات بصريّة:

فضائي
- جائزة أفضل خلط أصوات:

القيامة الآن - والتر ماش

## وصلات خارجية
- حفل توزيع جوائز الأوسكار الثاني والخمسون على موقع IMDb (الإنجليزية)
- حفل توزيع جوائز الأوسكار الثاني والخمسون على موقع ميوزك برينز (الإنجليزية)
- الموقع الرسمي لجوائز الأكاديمية.
- الموقع الرسمي لأكاديمية فنون وعلوم الصور المتحركة.
- قناة جوائز الأوسكار على موقع يوتيوب (تُديره أكاديمية فنون وعلوم الصور المتحركة).
- مقتطفات فيديو من أكاديمية فنون وعلوم الصور المتحركة.